# 47 Малого Льва
47 Малого Льва (лат. 47 Leonis Minoris), HD 94497 — одиночная звезда в созвездии Большой Медведицы на расстоянии приблизительно 332 световых лет (около 102 парсеков) от Солнца. Видимая звёздная величина звезды — +5,725m. Возраст звезды оценивается как около 7,4 млрд лет.

## Характеристики
47 Малого Льва — жёлтый или оранжевый гигант спектрального класса K0 или G7III. Масса — около 1,03 солнечной, радиус — около 9,08 солнечных, светимость — около 50,36 солнечных. Эффективная температура — около 4804 К.